# حسن‌سالاران
حسن‌سالاران(به کردی: حەسەن سەلاران، Ḧesenselaran) روستایی از توابع بخش سرشیو شهرستان سقز است که در استان کردستان ایران قرار دارد.

## جمعیت
این روستا در دهستان ذوالفقار واقع شده و براساس سرشماری سال ۱۳۸۵، جمعیت آن ۱۸۲ نفر (۳۵ خانوار) بوده‌است.